# George Grove
Sir George Grove (ur. 13 sierpnia 1820 w Clapham, zm. 28 maja 1900 w Sydenham) – brytyjski muzykograf, leksykograf i biblista.

## Życiorys
Zainteresowania muzyczne wyniósł z domu rodzinnego, pozostał jednak w tej dziedzinie samoukiem. Z wykształcenia był inżynierem, w 1839 roku ukończył Institution of Civil Engineers. Początkowo pracował w Glasgow, następnie przebywał przez pewien czas na Jamajce i Bermudach. W 1846 roku wrócił do Anglii i poświęcił się badaniom muzycznym. Został członkiem Society of Arts w Londynie, w 1850 roku wybrano go jego sekretarzem. W latach 1852–1873 pełnił funkcję sekretarza towarzystwa działającego przy Crystal Palace, zajmując się organizacją imprez muzycznych. Współpracował z teologiem Williamem Smithem, pisał artykuły do redagowanego przez niego Dictionary of the Bible (1858–1865). W 1858 i 1861 roku odbył podróże badawcze do Ziemi Świętej. W 1865 roku został dyrektorem Palestine Exploration Fund.
Przyjaźnił się z Arthurem Sullivanem, z którym w 1867 roku udał się w podróż do Wiednia w poszukiwaniu zaginionych dzieł Franza Schuberta, odnajdując muzykę do sztuki Rosamunde. Od 1868 do 1883 roku pracował jako redaktor „Macmillan’s Magazine”. W 1873 roku rozpoczął pracę nad monumentalnym słownikiem encyklopedycznym Dictionary of Music and Musicians, wydanym w 4 tomach w latach 1878–1890. W 1882 roku wszedł w skład rady i komitetu wykonawczego powołanego w celu ukonstytuowania Royal College of Music i następnie do 1894 roku pełnił funkcję pierwszego rektora tej uczelni. W 1891 roku zainicjował wydanie faksymile autografów symfonii Ludwiga van Beethovena, opublikował pracę Beethoven and His 9 Symphonies (1896).
Otrzymał doktoraty honoris causa University of Durham (1875) i University of Glasgow (1885). W 1883 roku królowa Wiktoria przyznała mu tytuł szlachecki. W 1893 roku odznaczony został Orderem Łaźni.